# Don Valley-Nord (circonscription provinciale)
Circonscription électorale provinciale du Canada
Don Valley-Nord ((en) Don Valley-North) est une circonscription provinciale de l'Ontario représentée à l'Assemblée législative de l'Ontario depuis 2018. 

## Géographie
En 1987, la circonscription de Don Valley-Nord comprenait une partie de la cité de North York délimitée par la Bayview Avenue, Steeles Avenue, Victoria Park Avenue, l'Autoroute 401, la rive est de la rivière Don, Finch Avenue East et Finch Avenue.
Les circonscriptions limitrophes sont Willowdale, Markham—Thornhill, Scarborough—Agincourt, Don Valley-Est et Don Valley-Ouest.

## Historique
| Législature                                           | Années       | Député | Député     | Parti                     |
| ----------------------------------------------------- | ------------ | ------ | ---------- | ------------------------- |
| Circonscription issue de Willowdale et Don Valley-Est |              |        |            |                           |
| 42e                                                   | 2018-présent |        | Vincent Ke | Progressiste-conservateur |
| 43e                                                   | 2022–Présent |        | Vincent Ke | Progressiste-conservateur |

## Circonscription fédérale
Depuis les élections provinciales ontariennes du 4 octobre 2007, l'ensemble des circonscriptions provinciales et des circonscriptions fédérales sont identiques.